# Ariñiz / Aríñez
Ariñiz / Aríñez (baskiska: Ariz) är en ort i Spanien.   Den ligger i provinsen Araba / Álava och regionen Baskien, i den norra delen av landet, 280 km norr om huvudstaden Madrid. Ariñiz / Aríñez ligger 532 meter över havet och antalet invånare är 115.
Terrängen runt Ariñiz / Aríñez är huvudsakligen kuperad, men åt nordost är den platt. Runt Ariñiz / Aríñez är det mycket glesbefolkat, med 4 invånare per kvadratkilometer. Närmaste större samhälle är Vitoria, 7,1 km öster om Ariñiz / Aríñez. Trakten runt Ariñiz / Aríñez består till största delen av jordbruksmark.